# Kanalskolan
Kanalskolan är en gymnasieskola i centrala Skellefteå. Skolan var ursprungligen en folkskola, senare grundskola.

## Historia
I början av 1900-talet började Skellefteå stad växa i allt snabbare takt och Albert Lilienberg, stadsarkitekt i Göteborg, fick i uppdrag att göra en ny stadsplan för staden. Lilienberg föreslog då att offentliga byggnader skulle byggas på vardera änden av Kanalgatan, vilka skulle utgöra fonder.
Kanalskolan byggdes åren 1932–1935 och ersatte då den skola som låg på Kanalgatan 48 (Oden 8). Den lägre matsalsbyggnaden tillkom mycket senare. Byggnaden i funkisstil ritades av den dåvarande stadsarkitekten i Skellefteå stad, John Åkerlund, med tanken att den skulle vara en pampig avslutning på esplanaden Kanalgatan. Skolan invigdes 1935 under namnet Nya folkskolan och rymde då både läkarmottagning och skoltandläkare.
År 2019 togs beslutet att skolan skulle läggas ner och 2020 lades all skolverksamhet ned. Den hade då fungerat som högstadieskola för omkring 300 elever. Kort därefter började skolan användas av personal som evakuerades från Skellefteå stadshus under en ombyggnation. Efter det hyrdes även lokalerna ut till delar av vuxenutbildningen.
Under våren 2023 renoverades skolköket för 22 miljoner. Hösten 2023 återinvigdes skolan och rymde då 350 gymnasieelever från ekonomiprogrammet, IB-programmet och delar av IM-programmet. Skolan var från början planerad att vara öppen till höstterminen 2026, då en ny gymnasieskola med namnet Norrvallagymnasiet skulle stå klar på Norrböle. Men efter att kommunfullmäktige i oktober 2024 beslutade att inte avsätta några pengar för en ny skola kommer den nuvarande skolan att fortsätta användas som gymnasieskola tills vidare.